# Lieinix nayaritensis
Lieinix nayaritensis is een vlinder uit de familie van de witjes (Pieridae). De wetenschappelijke naam van de soort is voor het eerst geldig gepubliceerd in 1983 door Llorente-Bousquets.